# Клебер, Жан-Батист
Жан-Батист Клебер (фр. Jean-Baptiste Kléber; 1753—1800) — французский генерал, участник Революционных и Наполеоновских войн, главнокомандующий французской армией в Египте с 22 августа 1799 по 14 июня 1800 года.

## Ранняя биография
Жан-Батист Клебер родился 9 марта 1753 года в Страсбурге. В юности имел склонность к архитектуре и в 1771 году отправился в Париж, чтобы усовершенствоваться в этой науке под руководством знаменитого архитектора Шальгрена. Недостаточное состояние заставило его покинуть это поприще и возвратиться на родину.
В 1772 году отправился в Мюнхен, где поступил в военное училище, и так отличился, что в 1777 году был принят австрийским генералом Кауницем в руководимый им полк поручиком. В составе австрийского вспомогательного корпуса участвовал в войне за баварское наследство.
Оставался в полку Кауница до 1783 года, когда по желанию своих родных вышел в отставку, получил в Верхнем Эльзасе место инспектора над строениями и занимал эту должность до самой революции.
При образовании национальной гвардии вступил адъютантом в батальон, в котором весьма скоро обучился военному делу.

## Армейская карьера
Как только началась первая коалиционная война, отправился к Кюстину, стоявшему близ Майнца, и был назначен командиром 3-го Верхне-Рейнского батальона. Его знания в архитектуре и военных науках сделали Клебера весьма полезным при укреплении Майнца и принесли ему чин полковника; во время осады города прусскими войсками оказал во многих вылазках большую решимость и благоразумие, что побудило присутствующих там комиссаров Конвента произвести его в бригадные генералы. После сдачи Майнца 22 июля 1793 года Клебер был по неизвестной причине предан суду, но оправдался и был послан с бывшим Майнцским гарнизоном в Вандею.

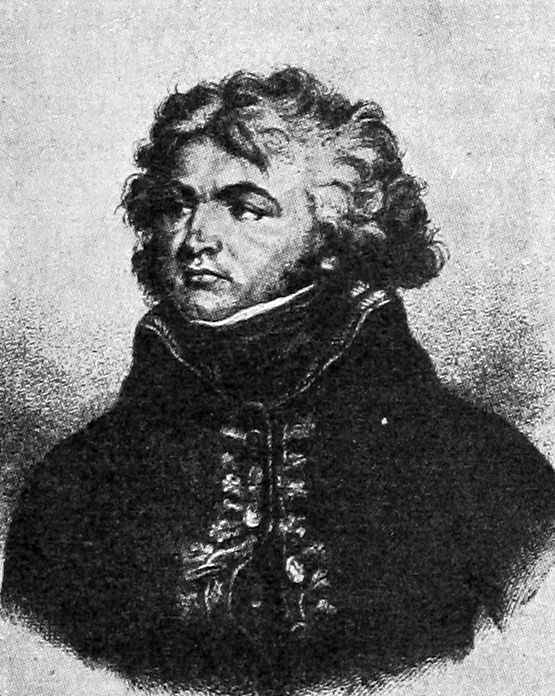
Рисунок из «ВЭС»

19 сентября он повёл авангард через Руссе в Торфу, но был, в то время, когда его войска грабили город, разбит вандейским генералом Шареттом. Отступление сделалось неизбежным.
Когда генералов Канкло, Дюбайе и Груши отправили в отставку, Клеберу было вверено на время командование всеми стоящими в Вандее войсками. Он разбил вандейцев при Шатальоне и передал армию 8 октября генералу Лешеллю. В сражении при Шолле 17 октября Клебер начальствовал правым крылом республиканских войск, 22 ноября участвовал в сражении при Антрамме. Затем, 23 декабря, командуя дивизией, овладел городом Савене и несколько дней спустя торжественно вступил в Нант.
В начале 1794 года возвратился в Париж, командовал дивизией в Северной армии и участвовал с ней в сражениях на Самбре. После того поступил под начало Журдана и с успехом сражался при Флерюсе. После отступления принца Кобургского Клебер двинулся к городу Монсу и предпринял осаду Маастрихта. После взятия этой крепости приступил к осаде Майнца. Но вскоре ему было поручено начальство левым крылом армии Журдана, когда последний в 1793 году перешёл через Рейн близ Дюссельдорфа и Нойвида и двинулся к реке Майн.
Незадолго до Вюрцбургского сражения Клебер поехал в Париж, откуда, после недолгих объяснений с беспрерывно слабеющей Директорией, отправился в регион Верхнего Рейна, чтобы получить поддержку своих соотечественников. Ему тогда же предложили место в Законодательном собрании.
Во время переворота 18 фрюктидора (5 сентября 1797 года) находился в Париже. Всегдашняя его откровенность привела к появлению у него множества врагов, включая Луи Гоша, и Клебера едва не сослали в Кайенну (во Французскую Гвиану).

## Египетская кампания
Когда после Кампо-Формийского мира Бонапарт начал подготовку к походу в Египет, Клебер присоединился к нему, и 30 июня 1798 года прибыл в Александрию. Когда французские войска пошли к Каиру, Клебер остался в Александрии по случаю пулевого ранения. Когда распространился слух о новой революции в Париже, он писал Бонапарту: «Сделайте одолжение, уведомите меня, в чём дело. Я решился, генерал, следовать за вами повсюду; последую за вами и во Францию; я не хочу никому более повиноваться как вам одному».
После принятия решения о походе в Сирию между Клебером и главнокомандующим случилась размолвка, ибо Клебер, ссылаясь на свою болезнь, не хотел участвовать в этом походе. Однако главной причиной тому был Тальен, который, будучи главным агентом Бурбонов, не пренебрегал никакими средствами, чтобы вредить Бонапарту и старался рассорить его с Клебером, что ему впоследствии удалось. Бонапарт написал Клеберу весьма ласковое и лестное письмо и генералы помирились.
Клебер, отлично проявив себя в сражениях под Яффой, при Сед-Ярре, близ горы Фабора и при Абукире был назначен главнокомандующим над войсками в Египте после возвращения Наполеона во Францию.
После отъезда Бонапарта Тальен снова втёрся в доверие к новому главнокомандующему и старался настроить его против Наполеона. Клебер стал полагать, что Бонапарт с намерением оставил его в Египте на произвол судьбы, и потому хотел ускорить своё возвращение в Европу. Тальен, находившийся в тайных сношениях с британским генералом Смитом, предложил Клеберу отправить в Европу прежде всего раненых, чтобы они вселили там своими рассказами негативное отношение к прежнему главнокомандующему. При этом Тальен хотел сопровождать раненых в качестве гражданского комиссара.
В Египте ещё не знали, что Бонапарт уже избран консулом, поэтому письмо Клебера к Директории не имело успеха.

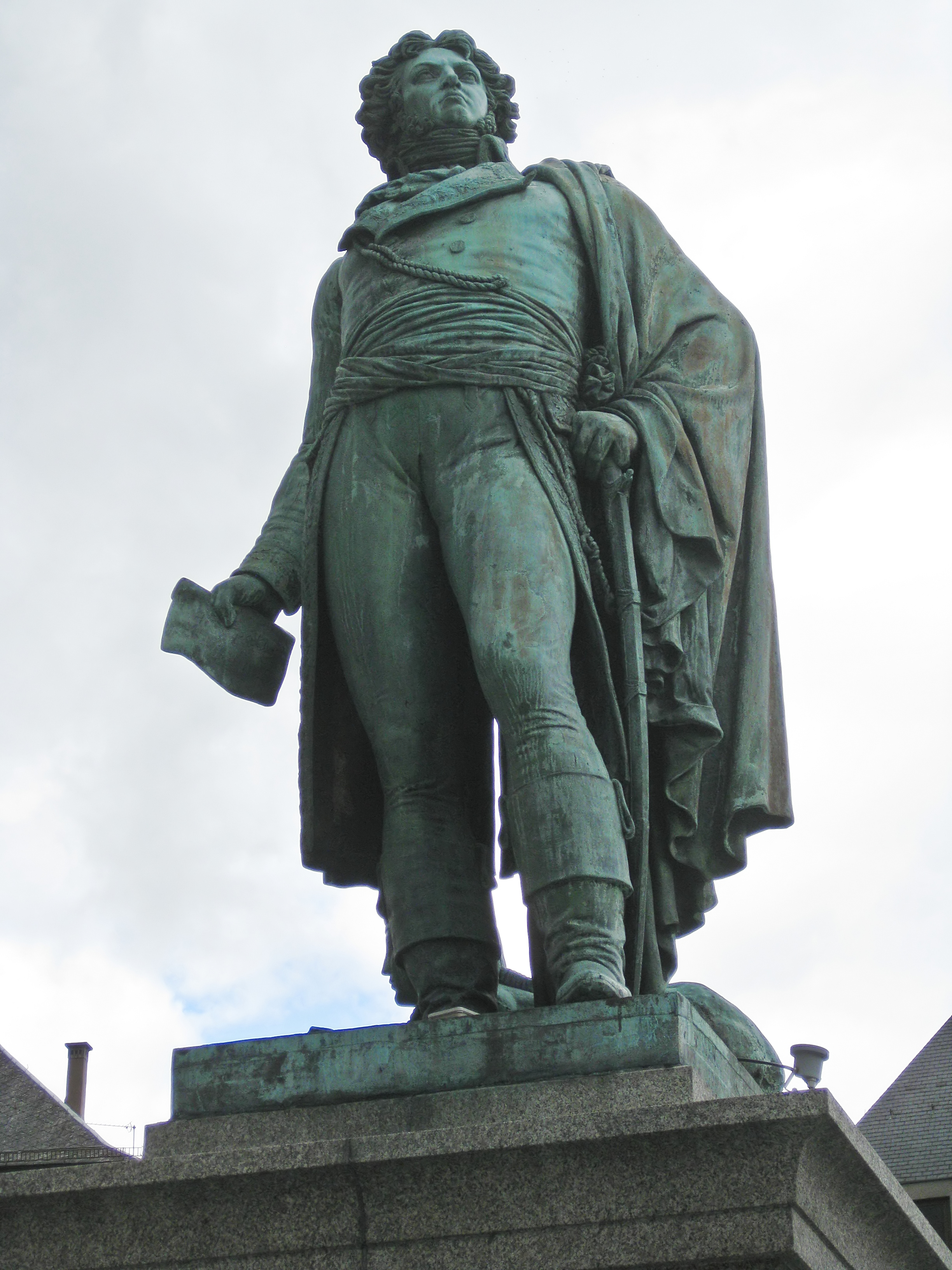
Памятник Клеберу в Страсбурге

Начатые только для вида переговоры с командором Смитом возобновились, но так как Тальен втайне действовал против них, они остались без успеха. После потери города Эль-Ариша Клебер предложил оставить Египет, но Смит объявил, что его правительство не подтвердило договора и что адмирал Кейт имеет приказ противиться отъезду французов. Клебер приказал разместить письмо Смита, в котором он предлагал французам сдаться в плен, на всех углах Каира и подписал внизу следующие слова: «На такое недостойное требование должно отвечать только победой».
Хотя в качестве союзника британцев выступил великий визирь, который стоял с многочисленной турецкой армией, Клебер после победы в сражении при Гелиополисе сделался снова повелителем всего Египта; глава мамлюков Мурад-Бей стал его вассалом.
Тогда же Клебер узнал через полковника Латур-Мобура, тайно прибывшего из Франции в Египет, о событиях в Европе, и решился удержать за собой вновь завоёванную страну. Но слишком строгое и неблагоразумное управление привело к появлению у него множества новых и опасных врагов и стало причиной его смерти. Для содержания своих войск Клебер стал взимать контрибуции, делать насильственные займы, налагать подати на коптов, на гаремы, и пр. Это обратило на него общее неудовольствие местных жителей, и Клебер 14 июня 1800 года был зарезан молодым фанатиком — сирийским курдом Сулейманом аль-Халаби, подосланным османскими властями.
Клебер был высокого роста и сильного телосложения, но не отличался твёрдостью характера. Часто бывал груб и несговорчив, повинуясь только своим понятиям дружбы или убеждениям. Был крайне популярен в среде солдат и офицеров, в отличие от своего преемника в качестве главнокомандующего Египетской армией Мену де Бюсси.
Свинцовый гроб с телом Клебера, забальзамированным Д.-Ж.Ларреем, был похоронен близ Каира. Позже, после эвакуации армии из Египта, он 18 лет негласно простоял в замке Иф в бухте Марселя.
В 1818 году останки Клебера по приказанию Людовика XVIII были перезахоронены в его родном городе, там же 14 июня 1840 года ему был установлен бронзовый памятник, именем генерала названа площадь и школа в Страсбурге. Другая его статуя установлена в Лувре и конная статуя в военном училище Сен-Сир. Также имя Клебера выбито на Триумфальной арке в Париже.